# 医療金融公庫
医療金融公庫（いりょうきんゆうこうこ）は、かつて存在した特殊法人。医療金融公庫法にもとづき、1960年（昭和35年）7月1日設立された。

## 概要
国民の健康な生活を確保するに足りる医療の適正な普及向上に資するため、私立の病院、診療所等の設置及びその機能の向上に必要な長期かつ低利の資金であって、一般の金融機関が融通することを困難とするものを融通することを目的としていた。公庫の資本金は、政府がその全額を出資していた。
1985年（昭和60年）1月1日、社会福祉・医療事業団法により解散。一切の権利及び義務は、社会福祉・医療事業団が承継した。

### 業務
公庫は、主務大臣の認可を受けて作成した業務方法書にもとづき、以下の業務をおこなった。
- 病院、診療所、薬局その他政令で定める施設を開設する個人又は医療法人、民法旧34条の規定により設立した法人その他政令で定める法人に対する、当該施設の設置、整備又は運営に必要な資金の貸付けの業務

## 会計
公庫#予算及び決算も参照のこと
公庫は事業年度毎に利益金を国庫に納付する一方、政府から借入金をすることができた。